# Begonia garuvae
Begonia garuvae là một loài thực vật có hoa trong họ Thu hải đường. Loài này được L.B.Sm. & R.C.Sm. mô tả khoa học đầu tiên năm 1971.